# 173-й гвардейский штурмовой авиационный полк
173-й гвардейский штурмово́й авиацио́нный Слуцкий Краснознамённый ордена Кутузова полк — авиационная воинская часть ВВС РККА штурмовой авиации в Великой Отечественной войне.

## Наименование полка
В различные годы своего существования полк имел наименования:
- 218-й скоростной бомбардировочный авиационный полк;
- 218-й штурмовой авиационный полк[1][2];
- 218-й штурмовой авиационный Слуцкий полк[1][2];
- 218-й штурмовой авиационный Слуцкий Краснознамённый полк[1][2];
- 173-й гвардейский штурмовой авиационный Слуцкий Краснознамённый полк[1];
- 173-й гвардейский штурмовой авиационный Слуцкий Краснознамённый ордена Кутузова полк[1].

## История и боевой путь полка

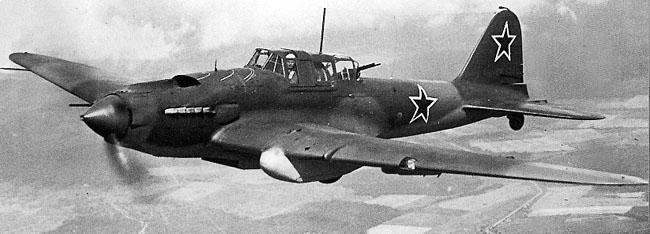
Штурмовик Ил-2 стоял на вооружении полка с мая 1942 года.

Сформирован перед войной как 218-й скоростной бомбардировочный авиационный полк. Принимал участие в войне с первых дней.
218-й штурмовой авиационный Слуцкий Краснознамённый полк за образцовое выполнение заданий командования и проявленные при этом мужество и героизм Приказом НКО № 0270 от 19 августа 1944 года переименован в 173-й гвардейский штурмовой авиационный Слуцкий Краснознамённый полк.

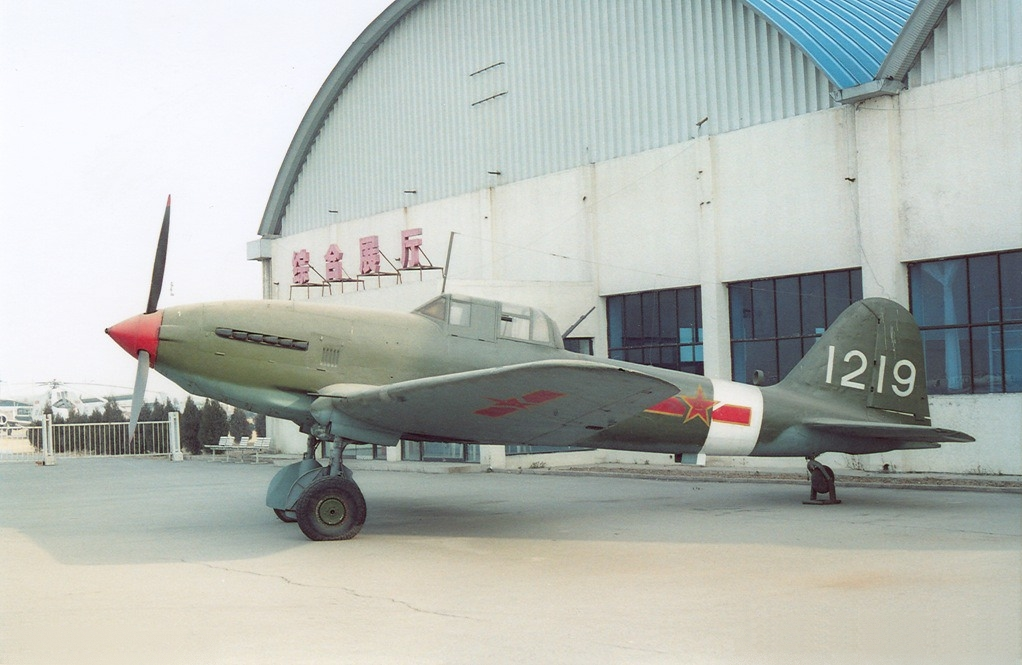
Штурмовик Ил-10 пришёл на замену легендарному Ил-2. На фотографии сохранившийся экземпляр самолёта в китайском музее авиации.

После присвоения гвардейского звания полк в составе 11-й гвардейской штурмовой авиационной Нежинской Краснознамённой ордена Суворова дивизии 16-й воздушной армии 1-го Белорусского фронта участвовал в Варшавско-Познанской наступательной и Восточно-Померанской наступательной операциях. В ходе Варшавско-Познанской наступательной операции поддерживал войска фронта при освобождении Варшавы и борьбе за плацдармы на р. Одер. За образцовое выполнение заданий командования в боях с немецкими захватчиками при овладении городом и крепостью Познань и проявленные при этом доблесть и мужество Указом Президиума Верховного Совета СССР от 5 апреля 1945 года награждён орденом «Кутузова III степени». В конце войны участвовал в Берлинской наступательной операции.
В составе действующей армии полк находился с 19 августа 1944 года по 9 мая 1945 года.
В послевоенный период полк с дивизией входили в состав 16-й воздушной армии Группы советских оккупационных войск в Германии. В связи с сокращениями Вооружённых сил в послевоенный период 173-й гвардейский штурмовой авиационный полк был расформирован в апреле 1947 года в составе дивизии.

## Командиры полка
- гвардии подполковник Лысенко Николай Калистратович, с 19.08.1944 г.

## В составе соединений и объединений
| Дата          | Фронт (округ)                                   | Армия                | Корпус                            | Дивизия                                                  | Примечания |
| ------------- | ----------------------------------------------- | -------------------- | --------------------------------- | -------------------------------------------------------- | ---------- |
| 19.08.1944 г. | 1-й Белорусский фронт                           | 16-я воздушная армия | -                                 | 299-я штурмовая авиационная дивизия                      |            |
| 19.08.1944 г. | 1-й Белорусский фронт                           | 16-я воздушная армия | -                                 | 11-я гвардейская штурмовая авиационная дивизия           |            |
| 09.05.1945 г. | 1-й Белорусский фронт                           | 16-я воздушная армия | -                                 | 11-я гвардейская штурмовая авиационная дивизия           |            |
| 10.06.1945 г. | Группа советских оккупационных войск в Германии | 16-я воздушная армия | -                                 | 11-я гвардейская штурмовая авиационная дивизия           |            |
| 01.07.1945 г. | Группа советских оккупационных войск в Германии | 16-я воздушная армия | 6-й штурмовой авиационный корпус  | 11-я гвардейская штурмовая авиационная дивизия           |            |
| 20.02.1949 г. | Группа советских оккупационных войск в Германии | 24-я воздушная армия | 75-й штурмовой авиационный корпус | 200-я гвардейская штурмовая авиационная дивизия          |            |
| 1954 г.       | Группа советских оккупационных войск в Германии | 24-я воздушная армия | 75-й штурмовой авиационный корпус | 114-я гвардейская штурмовая авиационная дивизия          |            |
| 01.08.1956 г. | ПВО страны                                      | Киевская армия ПВО   |                                   | 161-я гвардейская истребительная авиационная дивизия ПВО |            |

## Участие в операциях и битвах
- Белорусская операция «Багратион» — с 19 августа 1944 года по 29 августа 1944 года.
- Висло-Одерская наступательная операция:
  - Варшавско-Познанская наступательная операция — с 14 января 1945 года по 3 февраля 1945 года.
- Восточно-Померанская операция — с 10 февраля 1945 года по 4 апреля 1945 года.
- Берлинская наступательная операция — с 16 апреля 1945 года по 8 мая 1945 года.

## Награды
- 173-й гвардейский штурмовой авиационный Слуцкий Краснознамённый полк за образцовое выполнение заданий командования в боях с немецкими захватчиками при овладении городом и крепостью Познань и проявленные при этом доблесть и мужество Указом Президиума Верховного Совета СССР от 5 апреля 1945 года награждён орденом Кутузова III степени. Указ доведён приказом НКО № 092 от 31 мая 1945 года[5].

## Благодарности Верховного Главнокомандующего
- За отличие в боях при овладении крепостью Прага — предместьем Варшавы и важным опорным пунктом обороны немцев на восточном берегу Вислы[6].
- За отличие в боях при овладении городом Варшава — важнейшим стратегическим узлом обороны немцев на реке Висла[7].
- За отличие в боях при овладении городами Лодзь, Кутно, Томашув (Томашов), Гостынин и Ленчица[8].
- За отличие в боях при овладении городами Бервальде, Темпельбург, Фалькенбург, Драмбург, Вангерин, Лабес, Фрайенвальде, Шифельбайн, Регенвальде и Керлин — важными узлами коммуникаций и сильными опорными пунктами обороны немцев в Померании.[9].
- За отличие в боях при овладении городами Бельгард, Трептов, Грайфенберг, Каммин, Гюльцов и Плате — важными узлами коммуникаций и сильными опорными пунктами обороны немцев в Западной Померании.[10].
- За отличие в боях при овладении городами городами Голлнов, Штепениц и Массов — важными опорными пунктами обороны немцев на подступах к Штеттину[11].
- За отличие в боях при овладении городом Альтдамм и ликвидации сильно укреплённого плацдарма немцев на правом берегу реки Одер восточнее Штеттина[12].
- За отличие в боях при овладении городами Франкфурт-на-Одере, Вандлитц, Ораниенбург, Биркенвердер, Геннигсдорф, Панков, Фридрихсфелъде, Карлсхорст, Кепеник и вступление в столицу Германии город Берлин[13].
- За ликвидацию группы немецких войск, окружённой юго-восточнее Берлина[14].

## Отличившиеся воины
- Бизяев Дмитрий Иванович, гвардии лейтенант, командир звена 173-го гвардейского штурмового авиационного полка 11-й гвардейской штурмовой авиационной дивизии 16-й воздушной армии Указом Президиума Верховного Совета СССР от 15 мая 1946 года удостоен звания Герой Советского Союза. Золотая Звезда № 7021.
- Васильев Александр Матвеевич, гвардии майор, заместитель командира 173-го гвардейского штурмового авиационного полка 11-й гвардейской штурмовой авиационной дивизии 16-й воздушной армии Указом Президиума Верховного Совета СССР от 15 мая 1946 года удостоен звания Герой Советского Союза. Золотая Звезда № 7023.
- Гаврилов Виктор Савельевич, гвардии лейтенант, старший лётчик 173-го гвардейского штурмового авиационного полка 11-й гвардейской штурмовой авиационной дивизии 16-й воздушной армии Указом Президиума Верховного Совета СССР от 23 февраля 1945 года удостоен звания Герой Советского Союза. Золотая Звезда № 4923.
- Кучинский Михаил Иванович, гвардии капитан, заместитель командира эскадрильи 173-го гвардейского штурмового авиационного полка 11-й гвардейской штурмовой авиационной дивизии 16-й воздушной армии Указом Президиума Верховного Совета СССР от 23 февраля 1945 года удостоен звания Герой Советского Союза. Золотая Звезда № 4908.
- Лазарев Василий Романович, гвардии старший лейтенант, командир звена 173-го гвардейского штурмового авиационного полка 11-й гвардейской штурмовой авиационной дивизии 16-й воздушной армии Указом Президиума Верховного Совета СССР от 15 мая 1946 года удостоен звания Герой Советского Союза. Золотая Звезда № 6146.
- Лебедев Дмитрий Ильич, гвардии старший лейтенант, заместитель командира эскадрильи 173-го гвардейского штурмового авиационного полка 11-й гвардейской штурмовой авиационной дивизии 16-й воздушной армии Указом Президиума Верховного Совета СССР от 15 мая 1946 года удостоен звания Герой Советского Союза. Золотая Звезда № 7532.
- Нечепуренко Иван Иванович, гвардии лейтенант, командир звена 173-го гвардейского штурмового авиационного полка 11-й гвардейской штурмовой авиационной дивизии 16-й воздушной армии Указом Президиума Верховного Совета СССР от 15 мая 1946 года удостоен звания Герой Советского Союза. Золотая Звезда № 7027.
- Писаревский Николай Фёдорович, гвардии старший лейтенант, командир звена 173-го гвардейского штурмового авиационного полка 11-й гвардейской штурмовой авиационной дивизии 16-й воздушной армии Указом Президиума Верховного Совета СССР от 23 февраля 1945 года удостоен звания Герой Советского Союза. Золотая Звезда № 4921.
- Хрюкин Сергей Кузьмич, гвардии капитан, командир эскадрильи 173-го гвардейского штурмового авиационного полка 11-й гвардейской штурмовой авиационной дивизии 16-й воздушной армии Указом Президиума Верховного Совета СССР от 23 февраля 1945 года удостоен звания Герой Советского Союза. Золотая Звезда № 4910.
- Шарков Валентин Иванович, гвардии старший лейтенант, заместитель командира эскадрильи 173-го гвардейского штурмового авиационного полка 11-й гвардейской штурмовой авиационной дивизии 16-й воздушной армии Указом Президиума Верховного Совета СССР от 23 февраля 1945 года удостоен звания Герой Советского Союза. Золотая Звезда № 4914.